# اسماعیل کامارا
اسماعیل کامارا (انگلیسی: Ismaël Camara؛ زادهٔ ۱۱ نوامبر ۲۰۰۰) بازیکن فوتبال است.
از باشگاه‌هایی که در آن بازی کرده‌است می‌توان به باشگاه فوتبال ستاره سرخ اشاره کرد.